# مول مأمن الله
مول مأمن الله أو مول ماميلا أو مركز ماميلا التجاري (بالعبرية: שדרת אלרוב ממילא) هو مركز تسوق إسرائيلي في القدس.

## وصلات خارجية
- الموقع الرسمي